# C.F. Wadskiær
Christian Frederik Wadskiær (født 1713 på Ørslevkloster i Jylland, død 5. november 1779 i København) var en dansk litterat. 
Som student (1730) måtte den fattige unge mand tage mod, hvad der tilbød sig, og hans vistnok gode evner og ikke dårlige kundskaber, særlig i sprog, blev lidt efter lidt omsatte i litterær småmønt. 1738—40 redigerede han Wielandts Lærde Tidender, men særlig knyttede han dog sit navn til lejlighedspoesien og er næsten bleven det typiske eksempel på "poeten i Aabenraa". Hans lethed at finde ord fik han særlig anvendelse for i sine talrige lykønskningsdigte til kongehuset (Prindsen jeg spaaede, blev til en Prindsesse — Christian den Syvende kommer dog nok og så videre) og til adelige beskyttere, som da også skaffede den lidet kvalificerede mand, der en overgang havde været lærer ved det nye akademi i Sorø, en professorpost ved universitetet og stillingen som censor. Hensynet til brødet var dog både for ansøgeren og for bortgiveren her det ledende. De fleste af Wadskiærs digte er udgivne i enkelttryk (Forandrings Skueplads paa Amalienborgs Lueplads, Det afgudiske Lejre og kristelige Lethraborg, og så videre); en del har han samlet i en Liden Samling af udvalgte Vers (1743). Et udvalg af Wadskiærs poesier er udgivet af Hans Brix og Anker Jensen (1915).